# Legge Méline
La legge Méline fu una misura protezionistica francese introdotta nel 1892. È nota come il più importante atto legislativo economico della  Terza Repubblica e segnò un ritorno alle precedenti politiche protezionistiche che ponevano fine al periodo di libero scambio associato al Trattato Cobden-Chevalier del 1860. La legge è stata in parte vista come il risultato degli sforzi degli industriali per aiutare a combattere una minaccia economica esterna percepita per il mercato interno.
È stato detto che politicamente la legge era il riflesso di una crescente confluenza di interessi tra la borghesia industriale, i grandi proprietari terrieri e i contadini. Prese in nome da Jules Méline, il 65º Primo ministro di Francia.